# Савчук, Борис Алексеевич
Бори́с Алексе́евич Савчу́к (19 августа 1943, Днепропетровская область — 1996) — советский легкоатлет, специалист по бегу на короткие дистанции. Выступал за сборную СССР по лёгкой атлетике в 1964—1971 годах, двукратный серебряный призёр чемпионатов Европы, обладатель трёх золотых медалей чемпионатов Европы в помещении, многократный победитель и призёр первенств национального значения, участник летних Олимпийских игр в Токио. Представлял Ленинград и Вооружённые силы. Мастер спорта СССР международного класса.

## Биография
Борис Савчук родился 19 августа 1943 года в селе Александрово Днепропетровской области.
Начал заниматься лёгкой атлетикой в 1961 году, проходил подготовку в Ленинграде под руководством заслуженного тренера СССР Эдмунда Исидоровича Рохлина. Состоял в Спортивном клубе армии (Ленинград), представлял Вооружённые силы.
Впервые заявил о себе на взрослом всесоюзном уровне в сезоне 1963 года, когда в составе команды Ленинграда выиграл серебряную медаль в эстафете 4 × 100 метров на чемпионате страны в рамках III летней Спартакиады народов СССР в Москве.
Благодаря череде удачных выступлений удостоился права защищать честь страны на летних Олимпийских играх 1964 года в Токио — в дисциплине 200 метров не смог пройти дальше предварительного квалификационного этапа, тогда как в эстафете 4 × 100 метров вместе с соотечественниками Эдвином Озолиным, Гусманом Косановым и Борисом Зубовым благополучно отобрался в финал и занял в решающем забеге пятое место.
В 1965 году одержал победу в эстафете 4 × 100 метров на чемпионате СССР в Алма-Ате и на Кубке Европы в Штутгарте.
В 1966 году стал серебряным призёром в беге на 400 метров на чемпионате СССР в Днепропетровске, выиграл серебряную медаль в эстафете 4 × 100 метров на чемпионате Европы в Будапеште.
В 1967 году на Европейских легкоатлетических играх в Праге победил в эстафете 4 × 300 метров и получил серебро в эстафете 150 + 300 + 450 + 600 метров, был лучшим в беге на 400 метров и эстафете 4 × 400 метров на чемпионате страны в рамках IV летней Спартакиады народов СССР в Москве.
В 1968 году на Европейских легкоатлетических играх в Мадриде выиграл бронзовую и золотую награды в эстафетах 4 × 364 и 182 + 364 + 546 + 728 метров соответственно, превзошёл всех соперников в беге на 400 метров на чемпионате СССР в Ленинакане.
На чемпионате СССР 1969 года в Киеве взял бронзу и серебро на дистанциях 200 и 400 метров соответственно, выиграл серебряную медаль в эстафете 4 × 400 метров на чемпионате Европы в Афинах.
В 1970 году победил в эстафете 4 × 400 метров на чемпионате Европы в помещении в Вене. На Кубке Европы в Стокгольме занял третье место в беге на 400 метров и второе место в эстафете 4 × 400 метров — тем самым помог советским легкоатлетам стать серебряными призёрами мужского командного зачёта. На чемпионате СССР в Минске выиграл дисциплины 200 и 400 метров, а также эстафету 4 × 400 метров. Будучи студентом, принимал участие в Универсиаде в Турине, откуда привёз награду серебряного достоинства, выигранную в эстафете 4 × 400 метров.
В 1971 году получил серебро на дистанции 400 метров на зимнем чемпионате СССР в Москве, был вторым в беге на 400 метров и в эстафете 4 × 400 метров на чемпионате Европы в помещении в Софии.
За выдающиеся спортивные достижения удостоен почётного звания «Мастер спорта СССР международного класса».
Умер в 1996 году.